# Przewodniczący Zgromadzenia Narodowego (Bułgaria)
Przewodniczący Zgromadzenia Narodowego (bułg. Председател на Народното събрание на Република България, Predsedatel na Narodnoto sabranie na Republika Balgariya) - przewodniczący parlamentu Bułgarii, wybierany przez posłów na pierwszej sesji po wyborach parlamentarnych. Funkcja ta istnieje od 1879 r.

## Lista Przewodniczących Zgromadzenia Narodowego
| #    | Imię i Nazwisko                | Portret              | Kadencja             | Kadencja                                   | Partia polityczna                          | Partia polityczna                            | Legislatura                                 |
| #    | Imię i Nazwisko                | Portret              | Od                   | Do                                         | Partia polityczna                          | Partia polityczna                            | Legislatura                                 |
| ---- | ------------------------------ | -------------------- | -------------------- | ------------------------------------------ | ------------------------------------------ | -------------------------------------------- | ------------------------------------------- |
| 1    | Antym I (1816–1888)            |                      | 10 lutego 1879       | 16 kwietnia 1879                           |                                            | Bezpartyjny                                  | Zgromadzenie Konstytucyjne                  |
| 1    | Antym I (1816–1888)            | 17 kwietnia 1879     | 26 czerwca 1879      | Pierwsze Wielkie Zgromadzenie Narodowe     |                                            | Bezpartyjny                                  |                                             |
| 2    | Petko Karawełow (1843–1903)    |                      | 21 października 1879 | 24 listopada 1879                          |                                            | Partia Liberalna                             | Pierwsze Zgromadzenie Narodowe              |
| 2    | Petko Karawełow (1843–1903)    | 23 marca 1880        | 26 marca 1880        | Drugie Zgromadzenie Narodowe               |                                            | Partia Liberalna                             |                                             |
| 3    | Petko Sławejkow (1827–1895)    |                      | 26 marca 1880        | Drugie Zgromadzenie Narodowe               | 28 listopada 1880                          | Partia Liberalna                             |                                             |
| 4    | Nikoła Suknarow (1849–1894)    |                      | 29 listopada 1880    | Drugie Zgromadzenie Narodowe               | 18 grudnia 1880                            | Partia Liberalna                             |                                             |
| 5    | Todor Ikonomow (1835–1892)     |                      | 1 lipca 1881         | 1 lipca 1881                               |                                            | Partia Konserwatywna                         | Drugie Wielkie Zgromadzenie Narodowe        |
| 6    | Symeon (1835–1892)             |                      | 11 grudnia 1882      | 8 września 1883                            |                                            | Bezpartyjny                                  | Trzecie Zgromadzenie Narodowe               |
| 7    | Dimityr Grekow (1847–1901)     |                      | 9 września 1883      | 25 grudnia 1883                            |                                            | Partia Konserwatywna                         | Trzecie Zgromadzenie Narodowe               |
| 8    | Petko Karawełow (1843–1903)    |                      | 27 czerwca 1884      | 30 czerwca 1884                            |                                            | Partia Liberalna                             | Czwarte Zgromadzenie Narodowe               |
| 9    | Stefan Stambołow (1854–1895)   |                      | 30 czerwca 1884      | 26 sierpnia 1886                           |                                            | Partia Liberalna                             | Czwarte Zgromadzenie Narodowe               |
| 10   | Georgi Żiwkow (1844–1899)      |                      | 1 września 1886      | 6 września 1886                            |                                            | Partia Narodowo-Liberalna                    | Czwarte Zgromadzenie Narodowe               |
| 10   | Georgi Żiwkow (1844–1899)      | 19 października 1886 | 1 listopada 1886     | Trzecie Wielkie Zgromadzenie Narodowe      |                                            | Partia Narodowo-Liberalna                    |                                             |
| 11   | Dimityr Tonczew (1859–1937)    |                      | 22 czerwca 1887      | Trzecie Wielkie Zgromadzenie Narodowe      | 3 sierpnia 1887                            | Partia Narodowo-Liberalna                    |                                             |
| 11   | Dimityr Tonczew (1859–1937)    | 15 października 1887 | 12 grudnia 1888      | Piąte Zgromadzenie Narodowe                |                                            | Partia Narodowo-Liberalna                    |                                             |
| 12   | Zachari Stojanow (1850–1889)   |                      | 13 grudnia 1888      | Piąte Zgromadzenie Narodowe                | 6 września 1889                            | Partia Narodowo-Liberalna                    |                                             |
| 13   | Panajot Sławkow (1846–1924)    |                      | 22 października 1889 | Piąte Zgromadzenie Narodowe                | 17 grudnia 1889                            |                                              | Partia Narodowo-Liberalna                   |
| 13   | Panajot Sławkow (1846–1924)    | 15 października 1890 | 12 grudnia 1892      | Szóste Zgromadzenie Narodowe               |                                            |                                              | Partia Narodowo-Liberalna                   |
| 14   | Dimityr Petkow (1858–1907)     |                      | 14 grudnia 1892      | Szóste Zgromadzenie Narodowe               | 3 maja 1893                                |                                              | Partia Narodowo-Liberalna                   |
| 14   | Dimityr Petkow (1858–1907)     | 3 maja 1893          | 17 maja 1893         | Czwarte Wielkie Zgromadzenie Narodowe      |                                            |                                              | Partia Narodowo-Liberalna                   |
| 14   | Dimityr Petkow (1858–1907)     | 15 października 1893 | 19 listopada 1893    | Siódme Zgromadzenie Narodowe               |                                            |                                              | Partia Narodowo-Liberalna                   |
| (10) | Georgi Żiwkow (1844–1899)      |                      | 20 listopada 1893    | Siódme Zgromadzenie Narodowe               | 1 sierpnia 1894                            |                                              | Partia Narodowo-Liberalna                   |
| 15   | Teodor Teodorow (1859–1924)    |                      | 15 października 1894 | 10 października 1896                       |                                            | Partia Narodowa                              | Ósme Zgromadzenie Narodowe                  |
| 16   | Georgi Jankułow (1844–1900)    |                      | 1 grudnia 1896       | 19 grudnia 1898                            | Dziewiąte Zgromadzenie Narodowe            | Partia Narodowa                              |                                             |
| 17   | Dimityr Waczow (1855–1922)     |                      | 16 maja 1899         | 1 października 1899                        |                                            | Partia Liberalna (radosławiści)              | Dziesiąte Zgromadzenie Narodowe             |
| 18   | Żeczo Bakałow (1867–1921)      |                      | 18 października 1899 | 29 września 1900                           |                                            | Partia Liberalna (radosławiści)              | Dziesiąte Zgromadzenie Narodowe             |
| 19   | Iwan Geszow (1849–1924)        |                      | 22 lutego 1901       | 25 października 1901                       |                                            | Partia Narodowa                              | Jedenaste Zgromadzenie Narodowe             |
| 20   | Marko Bałabanow (1837–1921)    |                      | 25 października 1901 | 23 grudnia 1901                            |                                            | Partia Postępowo-Liberalna                   | Jedenaste Zgromadzenie Narodowe             |
| 21   | Dragan Cankow (1828–1911)      |                      | 22 kwietnia 1902     | 31 marca 1903                              | Dwunaste Zgromadzenie Narodowe             | Partia Postępowo-Liberalna                   |                                             |
| 22   | Petyr Stajkow (1859–1926)      |                      | 2 listopada 1903     | 30 stycznia 1904                           |                                            | Partia Liberalna (radosławiści)              | Trzynaste Zgromadzenie Narodowe             |
| 23   | Todor Gatew                    |                      | 20 października 1904 | 18 grudnia 1905                            |                                            | Partia Narodowo-Liberalna                    | Trzynaste Zgromadzenie Narodowe             |
| 24   | Petyr Gudew (1863–1932)        |                      | 17 października 1905 | 2 marca 1907                               |                                            | Partia Narodowo-Liberalna                    | Trzynaste Zgromadzenie Narodowe             |
| 25   | Dobri Petkow (1859–1932)       |                      | 5 marca 1907         | 18 kwietnia 1908                           |                                            | Partia Narodowo-Liberalna                    | Trzynaste Zgromadzenie Narodowe             |
| 26   | Christo Sławejkow (1862–1935)  |                      | 15 czerwca 1908      | 15 września 1910                           |                                            | Partia Demokratyczna                         | Czternaste Zgromadzenie Narodowe            |
| 27   | Petyr Orachowac (1857–1922)    |                      | 15 października 1910 | 15 lutego 1911                             |                                            | Partia Demokratyczna                         | Czternaste Zgromadzenie Narodowe            |
| 28   | Stojan Danew (1858–1949)       |                      | 9 czerwca 1911       | 9 lipca 1911                               |                                            | Partia Postępowo-Liberalna                   | Piąte Wielkie Zgromadzenie Narodowe         |
| 28   | Stojan Danew (1858–1949)       | 15 października 1911 | 1 czerwca 1913       | Piętnaste Zgromadzenie Narodowe            |                                            | Partia Postępowo-Liberalna                   |                                             |
| 29   | Iwan Geszow (1849–1924)        |                      | 26 czerwca 1913      | Piętnaste Zgromadzenie Narodowe            | 23 lipca 1913                              |                                              | Partia Narodowa                             |
| 30   | Dimityr Waczow (1855–1922)     |                      | 19 grudnia 1913      | 31 grudnia 1913                            |                                            | Partia Liberalna (radosławiści)              | Szesnaste Zgromadzenie Narodowe             |
| 30   | Dimityr Waczow (1855–1922)     | 20 marca 1914        | 15 kwietnia 1919     | Siedemnaste Zgromadzenie Narodowe          |                                            | Partia Liberalna (radosławiści)              |                                             |
| 31   | Najczo Canow (1857–1923)       |                      | 2 października 1919  | 10 października 1919                       |                                            | Partia Radykalno-Demokratyczna               | Osiemnaste Zgromadzenie Narodowe            |
| 32   | Nedjałko Atanasow (1881–1960)  |                      | 10 października 1919 | 20 lutego 1920                             |                                            | Bułgarski Ludowy Związek Chłopski            | Osiemnaste Zgromadzenie Narodowe            |
| 33   | Aleksandyr Botew (1880–1947)   |                      | 15 kwietnia 1920     | 24 czerwca 1921                            | Dziewiętnaste Zgromadzenie Narodowe        | Bułgarski Ludowy Związek Chłopski            |                                             |
| (32) | Nedjałko Atanasow (1881–1960)  |                      | 4 listopada 1921     | 11 marca 1923                              | Dziewiętnaste Zgromadzenie Narodowe        | Bułgarski Ludowy Związek Chłopski            |                                             |
| (33) | Aleksandyr Botew (1880–1947)   |                      | 21 maja 1923         | 11 czerwca 1923                            | Dwudzieste Zgromadzenie Narodowe           | Bułgarski Ludowy Związek Chłopski            |                                             |
| 34   | Todor Kułew (1878–1942)        |                      | 9 grudnia 1923       | 4 stycznia 1926                            |                                            | Porozumienie Demokratyczne                   | Dwudzieste pierwsze Zgromadzenie Narodowe   |
| 35   | Aleksandyr Cankow (1879–1959)  |                      | 5 stycznia 1926      | 15 kwietnia 1927                           |                                            | Porozumienie Demokratyczne                   | Dwudzieste pierwsze Zgromadzenie Narodowe   |
| 35   | Aleksandyr Cankow (1879–1959)  | 19 czerwca 1927      | 15 maja 1930         | Dwudzieste drugie Zgromadzenie Narodowe    |                                            | Porozumienie Demokratyczne                   |                                             |
| 36   | Nikoła Najdenow (1880–1939)    |                      | 21 maja 1930         | Dwudzieste drugie Zgromadzenie Narodowe    | 15 kwietnia 1931                           | Porozumienie Demokratyczne                   |                                             |
| 37   | Stefan Stefanow (1876–1946)    |                      | 20 sierpnia 1931     | 12 października 1931                       |                                            | Partia Demokratyczna                         | Dwudzieste trzecie Zgromadzenie Narodowe    |
| 38   | Aleksandyr Malinow (1867–1938) |                      | 15 października 1931 | 18 maja 1934                               |                                            | Partia Demokratyczna                         | Dwudzieste trzecie Zgromadzenie Narodowe    |
| 39   | Stojczo Moszanow (1892–1975)   |                      | 22 maja 1938         | 24 października 1939                       | Dwudzieste czwarte Zgromadzenie Narodowe   | Partia Demokratyczna                         |                                             |
| 40   | Nikoła Logofetow (1880–1945)   |                      | 24 lutego 1940       | 16 maja 1941                               |                                            | Bezpartyjny                                  | Dwudzieste piąte Zgromadzenie Narodowe      |
| 41   | Christo Kałfow (1883–1945)     |                      | 16 maja 1941         | 23 sierpnia 1944                           |                                            | Bezpartyjny                                  | Dwudzieste piąte Zgromadzenie Narodowe      |
| 42   | Wasił Kołarow (1877–1950)      |                      | 15 grudnia 1945      | 6 listopada 1946                           |                                            | Bułgarska Partia Komunistyczna               | Dwudzieste szóste Zgromadzenie Narodowe     |
| 42   | Wasił Kołarow (1877–1950)      | 7 listopada 1946     | 8 grudnia 1947       | Szóste Wielkie Zgromadzenie Narodowe       |                                            | Bułgarska Partia Komunistyczna               |                                             |
| 43   | Rajko Damjanow (1904–1986)     |                      | 9 grudnia 1947       | Szóste Wielkie Zgromadzenie Narodowe       | 21 października 1949                       | Bułgarska Partia Komunistyczna               |                                             |
| 44   | Ferdinand Kozowski (1892–1965) |                      | 17 lutego 1950       | 2 listopada 1953                           | Dwudzieste sódme Zgromadzenie Narodowe     | Bułgarska Partia Komunistyczna               |                                             |
| 44   | Ferdinand Kozowski (1892–1965) | 14 stycznia 1954     | 11 grudnia 1957      | Dwudzieste ósme Zgromadzenie Narodowe      |                                            | Bułgarska Partia Komunistyczna               |                                             |
| 44   | Ferdinand Kozowski (1892–1965) | 13 stycznia 1958     | 4 listopada 1961     | Dwudzieste dziewiąte Zgromadzenie Narodowe |                                            | Bułgarska Partia Komunistyczna               |                                             |
| 44   | Ferdinand Kozowski (1892–1965) | 15 marca 1962        | 12 września 1965     | Trzydzieste Zgromadzenie Narodowe          |                                            | Bułgarska Partia Komunistyczna               |                                             |
| 45   | Sawa Ganowski (1897–1993)      |                      | 6 grudnia 1965       | Trzydzieste Zgromadzenie Narodowe          | 8 grudnia 1965                             | Bułgarska Partia Komunistyczna               |                                             |
| 45   | Sawa Ganowski (1897–1993)      | 11 marca 1966        | 18 maja 1971         | Trzydzieste pierwsze Zgromadzenie Narodowe |                                            | Bułgarska Partia Komunistyczna               |                                             |
| 46   | Georgi Trajkow (1898–1975)     |                      | 7 lipca 1971         | 27 kwietnia 1972                           |                                            | Bułgarski Ludowy Związek Chłopski            | Trzydzieste drugie Zgromadzenie Narodowe    |
| 47   | Władimir Bonew (1917–1990)     |                      | 27 kwietnia 1972     | 9 marca 1976                               |                                            | Bułgarska Partia Komunistyczna               | Trzydzieste drugie Zgromadzenie Narodowe    |
| 47   | Władimir Bonew (1917–1990)     | 15 czerwca 1976      | 7 kwietnia 1981      | Trzydzieste trzecie Zgromadzenie Narodowe  |                                            | Bułgarska Partia Komunistyczna               |                                             |
| 48   | Stanko Todorow (1920–1996)     |                      | 16 czerwca 1981      | 21 marca 1986                              | Trzydzieste czwarte Zgromadzenie Narodowe  | Bułgarska Partia Komunistyczna               |                                             |
| 48   | Stanko Todorow (1920–1996)     | 17 czerwca 1986      | 3 kwietnia 1990      | Trzydzieste piąte Zgromadzenie Narodowe    |                                            | Bułgarska Partia Komunistyczna               |                                             |
| 49   | Nikołaj Todorow (1921–2003)    |                      | 17 lipca 1990        | 2 października 1991                        |                                            | Bułgarska Partia Socjalistyczna              | Siódme Wielkie Zgromadzenie Narodowe        |
| 50   | Stefan Sawow (1924–2000)       |                      | 4 listopada 1991     | 24 września 1992                           |                                            | Związek Sił Demokratycznych                  | Trzydzieste szóste Zgromadzenie Narodowe    |
| 51   | Aleksandyr Jordanow (ur. 1952) |                      | 5 listopada 1992     | 17 października 1994                       |                                            | Związek Sił Demokratycznych                  | Trzydzieste szóste Zgromadzenie Narodowe    |
| 52   | Błagowest Sendow (ur. 1932)    |                      | 12 stycznia 1995     | 13 lutego 1997                             |                                            | Bezpartyjny                                  | Trzydzieste siódme Zgromadzenie Narodowe    |
| 53   | Jordan Sokołow (1933-2016)     |                      | 7 maja 1997          | 19 kwietnia 2001                           |                                            | Związek Sił Demokratycznych                  | Trzydzieste ósme Zgromadzenie Narodowe      |
| 54   | Ognjan Gerdżikow (ur. 1946)    |                      | 5 lipca 2001         | 4 lutego 2005                              |                                            | Narodowy Ruch na rzecz Stabilności i Postępu | Trzydzieste dziewiąte Zgromadzenie Narodowe |
| 55   | Borisław Welikow (ur. 1946)    |                      | 23 lutego 2005       | 17 czerwca 2005                            |                                            | Narodowy Ruch na rzecz Stabilności i Postępu | Trzydzieste dziewiąte Zgromadzenie Narodowe |
| 56   | Georgi Pirinski (ur. 1948)     |                      | 11 lipca 2005        | 25 czerwca 2009                            |                                            | Bułgarska Partia Socjalistyczna              | Czterdzieste Zgromadzenie Narodowe          |
| 57   | Cecka Caczewa (ur. 1958)       |                      | 14 lipca 2009        | 13 marca 2013                              |                                            | GERB                                         | Czterdzieste pierwsze Zgromadzenie Narodowe |
| 58   | Michaił Mikow (ur. 1960)       |                      | 21 maja 2013         | 6 sierpnia 2014                            |                                            | Bułgarska Partia Socjalistyczna              | Czterdzieste drugie Zgromadzenie Narodowe   |
| (57) | Cecka Caczewa (ur. 1958)       |                      | 27 października 2014 | 27 stycznia 2017                           |                                            | GERB                                         | Czterdzieste trzecie Zgromadzenie Narodowe  |
| 59   | Dimityr Gławczew (ur. 1963)    |                      | 19 kwietnia 2017     | 17 listopada 2017                          | Cztardzieste czwarte Zgromadzenie Narodowe | GERB                                         |                                             |
| 60   | Cweta Karajanczewa (ur. 1968)  |                      | 17 listopada 2017    | 14 kwietnia 2021                           | Cztardzieste czwarte Zgromadzenie Narodowe | GERB                                         |                                             |
| 61   | Iwa Mitewa (ur. 1972)          |                      | 15 kwietnia 2021     | nadal                                      |                                            | ITN                                          | Czterdzieste piąte Zgromadzenie Narodowe    |